# Quisanche

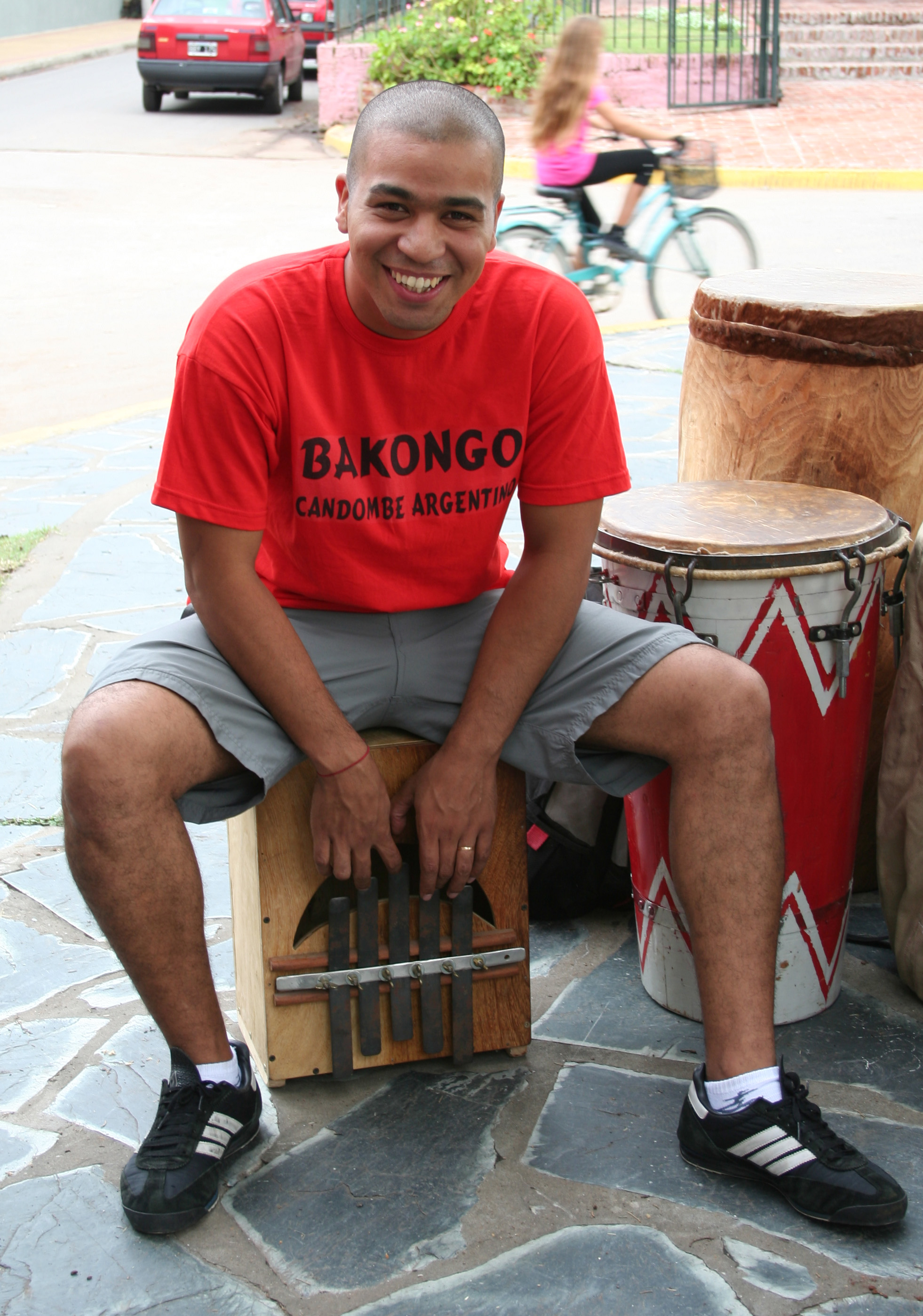
Integrante del Grupo Bakongo tocando el quisanche o quizanga.

El quisanche o quisanga o quizanga, es un instrumento antiguamente usual en el candombe porteño, hoy en proceso de retradicionalización, pues se interrumpió su cadena de uso hace al menos medio siglo. Se trata de un idiófono de punteado cuyas lengüetas en hilera se encuentran sujetas a una de las caras de un cajón, el cual sirve de resonador y asiento para su ejecutante. Según la clasificación decimal de los instrumentos musicales de Hornbostel y Sanchs (Vega 1989), le corresponde el número 122.12. 

## Descripción
Es similar a la kalimba, pero de mayor tamaño (requiere que el músico se siente sobre el instrumento). Tiene lengüetas de acero templado sujetas a un puente y una caja de resonancia; el número de lengüetas varia, el más tradicional tiene entre cinco y siete. Puede afinárselo de diversas maneras, con solo mover las lengüetas hacia adentro (cercana a la boca de la caja de resonancia) o hacia afuera (cercana al puente) se cambia la afinación de cada lengüeta.

## Origen
Común a la diáspora africana en América, actualmente recibe diferentes nombres según sea el país y la tradición cultural en que se desenvuelve (marímbula en Cuba, marimbol en México, etc.). En la Argentina se lo conoce por quisanche o quizanga y se tiene escasa noticia de su uso en el candombe porteño. Existen dos citas en el periódico afroporteño La Broma. La primera data del 31 de enero de 1878 (año I, época [II], Nº 19 [p. 3]) y procede del poema Sueño, de “El Inocente”, en el que se describen situaciones jocosas protagonizadas por afroporteños contemporáneos, soñadas por el autor. El fragmento de interés dice (cursivas en el original, negritas agregadas): “Revueltas bailaba semba / con Guzmán y Roque Pérez / mientras tocaba el tambor / el buen Saturnino Jérez. / Jaime Acosta y José Salas / las cañas y las tabletas / y no sé qué otros tocaban / el quisanga y otras fiestas” (Cirio 2009: 157). La segunda mención fue publicada el 6 de marzo de 1881 (año I, época VI, Nº 11 [p. 3]) y aparece en el estribillo del Tango de M. Pereira: “Poble neglo baila candobe / y el quisanche plonto templa / pala bailar en la cancha unidos / los tres días de carnaval” (Cirio 2009: 201). Por historia oral se tiene conocimiento que un músico afrocubano residente en Buenos Aires solía tocarlo en las sesiones espontáneas de candombe porteño que tenían ocasión hacia 1960 en el Shimmy Club (entidad afroporteña cuya finalidad era organizar bailes, especialmente para carnaval, y que funcionó desde 1882 hasta ca. 1978).

## Actualidad del Quisanche
Actualmente no se conoce más que un ejemplar, construido en 2008 por Juan Pablo Suaqué y que lo utiliza en el Grupo Bakongo (de música afroargentina, que él dirige). Construido el cajón con madera, posee cinco lengüetas de acero templado, las cuales se puntean para marcar un bajo melódico en el candombe porteño.
En el marco de un fuerte y creciente proceso de reapreciación y difusión de esta música, ideada y protagonizada por sus cultores, está en su horizonte de intención volver a utilizarlo en sus prácticas musicales cotidianas. 